# Thomas Klinger (Physiker)
Thomas Klinger (* 22. März 1965 in Eutin) ist ein deutscher Physiker. Seit 2001 ist er „Wissenschaftliches Mitglied“ der Max-Planck-Gesellschaft und Direktor des Bereiches „Stellarator-Dynamik und -Transport“ am Max-Planck-Institut für Plasmaphysik am Standort Greifswald.

## Leben
Klinger studierte zwischen 1985 und 1991 Physik an der Christian-Albrechts-Universität zu Kiel. Nach einem Forschungsaufenthalt in Nancy (Frankreich) promovierte er im Jahr 1994 mit einer Arbeit zur Gasentladungsphysik an der Universität Kiel. Anschließend war er als Hochschulassistent an der Universität Kiel tätig, wo er sich mit Driftwellenturbulenz und nichtlinearen Plasmastrukturen befasste. 1998 habilitierte er sich mit einer Arbeit über die „Steuerung von Plasmainstabilitäten“, nachdem er in Stockholm, in Marseille und am MPI für Plasmaphysik in Garching geforscht hatte. Anschließend wurde er auf eine Professur für Experimentelle Physik an die Ernst-Moritz-Arndt-Universität Greifswald berufen, von 2000 bis 2001 war er dort Geschäftsführender Direktor des Instituts für Physik. Im Jahr 2001 wurde er zum Wissenschaftlichen Mitglied der Max-Planck-Gesellschaft berufen, an deren MPI für Plasmaphysik (Standort Greifswald) er seither tätig ist. Im Jahr 2002 wurde er außerdem auf einen Lehrstuhl für Experimentelle Plasmaphysik der Universität Greifswald berufen. Er ist Mitglied des Direktoriums des MPI für Plasmaphysik (Garching und Greifswald) und er leitet das Projekt Wendelstein 7-X.

## Schriften
- Experimentelle Untersuchung der nichtlinearen Dynamik einer thermionischen Entladung. Kiel, Univ., Diss., 1994
- Control of plasma instabilities. Kiel, Univ., Habil.-Schr., 1998 (Enth. 25 Sonderabdr. aus verschiedenen Zeitschr. und Publikationen)